# Abarema abbottii
Abarema abbottii es una especie de legumbre de la familia Fabaceae. Se encuentra solamente en la República Dominicana , y se limita a los bosques de hoja ancha en suelos calizos.

## Taxonomía
Abarema abbottii fue descrita por (Rose & Leonard) Barneby & J.W.Grimes  y publicado en Memoirs of The New York Botanical Garden 74(1): 105. 1996.
Sinonimia
- Jupunba abbottii (Rose & Leonard) Britton & Rose
- Pithecellobium abbottii Rose & Leonard[4]